# Shandong Hi-Speed Kirin
Maillots
Actualités
Les Shandong Heroes sont un club chinois de basket-ball basé à Jinan (Shandong). Le club évolue en Chinese Basketball Association, la ligue professionnelle de plus haut niveau en Chine.

## Historique
Lors de leurs débuts, le club se nomme les Shandong Flaming Bulls (山东火牛), avant d'adopter le nom Shandong Lions au début de la saison 2003–2004. Ils déménagent de Jinan à Yantai (6 matches) et Dongying (5 matches). Lors de la saison 2004–2005, ils déménagent de nouveau à Taian, avant de revenir à Jinan en 2005–2006.
Au cours de la saison 2004-2005 de la CBA, les Shandong Gold Lions, fraîchement rebaptisés, terminent à la sixième place de la division Nord mais ne participeront pas aux Playoffs. Au cours de la saison 2005-2006, l’équipe a terminé cinquième, encore une fois hors des Playoffs.
La campagne la plus réussie du club jusqu’à présent a été la saison 2012-13, quand ils accèdent à la finale du championnat CBA, mais ils se sont inclinés en 4 matchs lors des finales contre les Guangdong Southern Tigers.

### Noms successifs
- 1995-2003 : Shandong Flaming Bulls (山东火牛 en chinois)
- 2003-2004 : Shandong Lions
- 2004-2014 : Shandong Gold Lions
- 2014-2019 : Shandong Golden Stars
- 2019-2021 : Shandong Heroes
- 2021- : Shandong Hi-Speed Kirin

## Résultats sportifs

### Palmarès
| Compétitions nationales                         |
| - Championnat de Chine (0) : - Finaliste : 2013 |

## Joueurs et personnalités notables du club

### Entraîneurs successifs
- 1996-2000 :  Ye Peng
- 2000-2001 :  ?
- 2001-2003 :  Ye Peng
- 2003-2010 :  Gong Xiaobin
- 2010-2012 :  Bob Weiss
- 2012-2014 :  Gong Xiaobin
- 2014-2015 :
- 2015-2018 :  Aleksandar Kesar
- 2018-2019 :  Wu Qinglong
- 2019-2021 :  Gong Xiaobin
- 2021-2022 :  Xu Changsuo
- 2022-2023 :  Wang Han
- 2023- :  Ding Wei

### Joueurs emblématiques
- Zhang Qingpeng
- Sui Ran
- Shan Tao
- Ding Yanyuhang
- Norris Cole
- Andre Emmett
- Eugene Jeter
- Priest Lauderdale
- Stromile Swift
- Samaki Walker
- Rodney White
- Miroslav Raduljica
- Zaid Abbas
- / Hervé Lamizana